# Буженина
Бужени́на — традиционное праздничное блюдо русской кухни: свинина или говядина (реже — баранина) из тазобедренного отруба, запечённая большим куском. Аналог этого блюда (свинина, запечённая большим куском) известен в квебекской кухне (фр. le rôti de porc). Буженина, тушённая с капустой и салом — также одно из популярных блюд украинской кухни.
Николай Курганов (1726—1796) описывает буженину в «Письмовнике» как копчёную приправную ветчину, сушаницу.
Известны разные способы приготовления буженины. Толиверов А. Н. (1842—1918) приводит такой способ: взять окорок молодой свиньи, обчистить, отвернуть кожу в сторону и в сало наколоть как можно больше гвоздики. Посыпать солью, закрыть кожей и положить в противень с глубокими краями вниз кожей. Добавить куски свиного сала и 12 штук крупного сырого картофеля. Верхнюю сторону окорока нашпиговать свиным салом, поставить в печь, дать прожариться ½ часа, потом повернуть на другой бок, ещё пожарить и подавать на стол.
Перед жаркой можно натереть чесноком и перцем.
Елена Молоховец в своей знаменитой кулинарной книге даёт следующий рецепт буженины: «Вымыть кусок свинины от заднего окорока, завязать в салфетку, опустить в кастрюлю с холодною водою и двумя большими горстями свежей, душистой сенной трухи, вскипятить раз-другой, затем вынуть свинину из салфетки, положить её в кастрюлю, всыпать 5 — 10 зер. англ. и 5 — 10 зер. простого перца, 2 — 3 штуки лаврового листа, всех кореньев по штуке, налить бутылкою чёрного пива, накрыть крышкою, тушить до готовности. Подавая, облить тем же соусом, с которого снять жир и который можно подправить мукою».
Кулинарный сборник 1915 года выпуска содержит рецепты маринованной буженины, приготовление которой заключается в предварительном мариновании свиного окорока в уксусе и вине со специями в течение двух-трех дней и последующей жарке в печи.
Журнал «Домострой» 1884 года приводит свой рецепт душёной буженины, который отличается тем, что свиной окорок отваривается в пиве вместе с кореньями, морковью, луком, луковой шелухой и сеном, а затем натирается чесноком и специями, охлаждается и подается к столу.
Варёная буженина готовится следующим образом: окорок шпигуется гвоздикой, чесноком, натирается солью и перцем и перевязывается толстой верёвкой. Затем кладётся в большую кастрюлю и варится вместе с лавровым листом и перцем около 1,5-2х часов в зависимости от величины куска мяса. Затем вынимается, натирается зеленью, солью и перцем и остужается сутки. Подаётся с уксусом, горчицей и хреном.
Буженина была любимым блюдом российской императрицы Анны Иоанновны.